# Aleksandr Liapunov
Aleksandr Liapunov (rus: Александр Михайлович Ляпунов)  (Iaroslavl, 6 de juny de 1857 - Odessa, 3 de novembre de 1918), nom complet amb patronímic Aleksandr Mikhàilovitx Liapunov, fou un matemàtic i estadístic rus.
Liapunov és conegut pel seu desenvolupament de la teoria de l'estabilitat d'un sistema dinàmic i també per la física matemàtica i la teoria de la probabilitat.

## Biografia
Liapunov nasqué a Iaroslavl, en l'Imperi Rus. El seu pare Mikhaïl Vassílievitx Liapunov (1820–1868) va ser un astrònom i el seu germà, Serguei Liapunov, un compositor i pianista.
El 1876 Liapunov entrà a la facultat fisico-matemàtica de Sant Petersburg i després d'un mes es traslladà al departament de matemàtica.
Entre els professors de matemàtica hi havia Txebixov. El 1880 Liapunov va rebre una medalla d'or pel seu treball en hidroestàtica, coincidí amb l'estudiant Andrei Màrkov amb qui es mantingué en contacte al llarg de la seva vida. Se suïcidà amb un tret al cap a la ciutat d'Odessa.

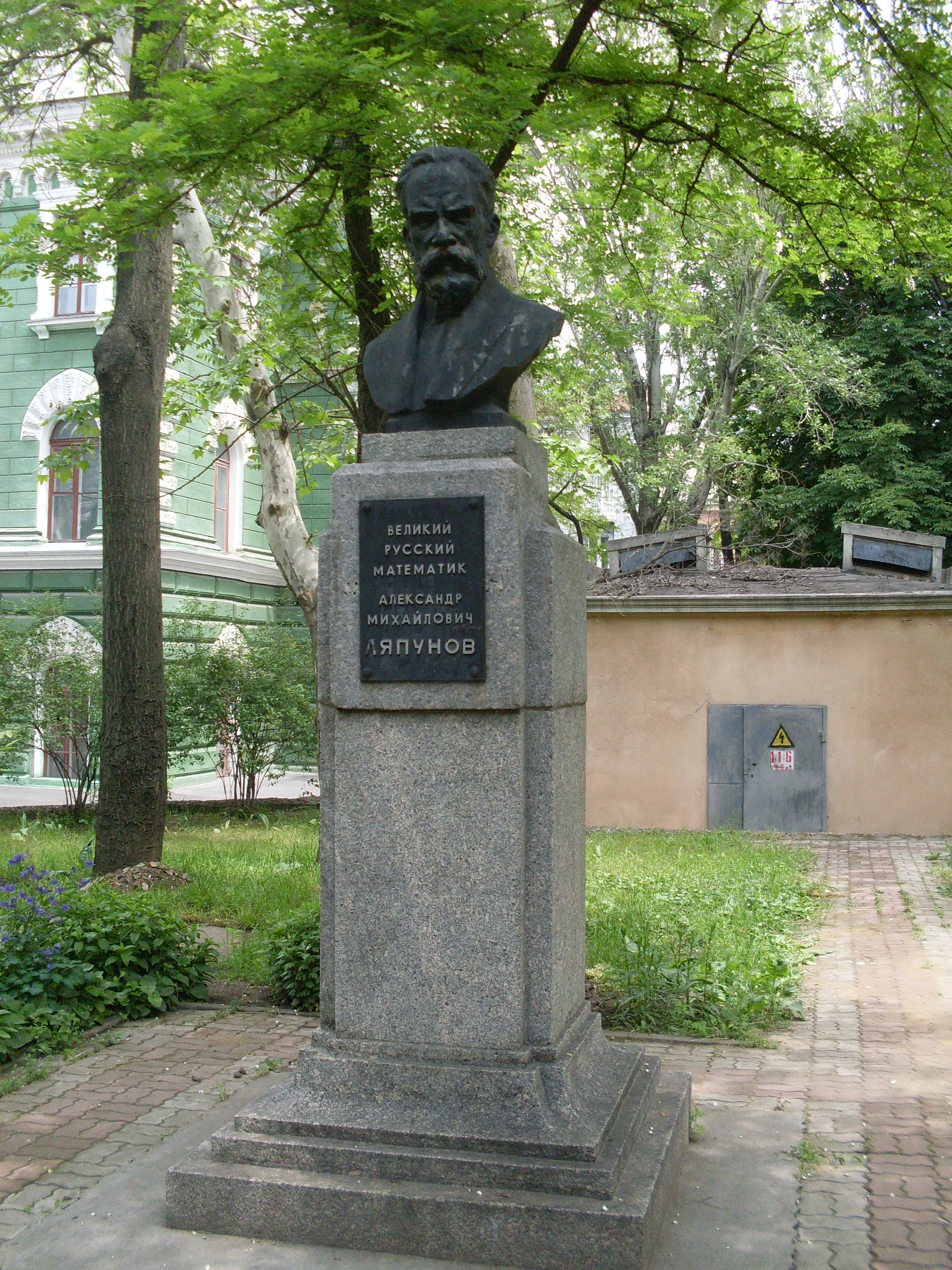
Monument a Liapunov a la ciutat d'Odessa

## Algunes publicacions
- 1884, Sobre l'estabilitat de figures el·lipsoidals...  (en rus)
- 1892, Problema general de l'estabilitat del moviment (en rus)
- 1897, Sur certaines questions qui se rattachent au problème de Dirichlet
- 1901, Novelle forme du théorème sur la limite de probabilité
- 1901, Sur un théorème du calcul des probabilités
- 1902, Sur une série dans la théorie des équations différentielles linéaires du second ordre à coefficients périodiques
- 1903, Recherches dans la théorie de la figure des corps célestes
- 1904, Sur l'équation de Clairaut et les équations plus générales de la théorie de la figure des planètes

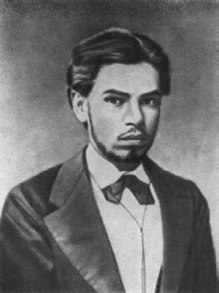
Aleksandr Liapunov el 1876